# Technologie financière
La technologie financière (aussi dénommée fintech de l'anglais financial technology) désigne l'ensemble des nouvelles technologies dont l'objectif est d'améliorer l'accessibilité ou le fonctionnement des activités financières, (voir ref pour la mise en perspective historique et l'analyse des modèles de fintechs).

## Définition
Les innovations permettent, dans le secteur financier comme dans le secteur industriel, d'améliorer la productivité ou la sécurité des opérations. Les technologies financières (souvent appelées fintech, par contraction) visent à rendre le monde financier plus sûr et plus accessible,.
On qualifie par extension de fintech les sociétés qui œuvrent dans ce domaine. Les fintech sont généralement des startups mais aussi des grosses multinationales qui maîtrisent bien les technologies de l'information et de la communication et qui tentent de capter les parts de marché des grosses entreprises en place, qui sont souvent peu innovantes ou en retard dans l'adoption des nouvelles technologies. Les fintech regroupent l’ensemble des entreprises utilisant des modèles opérationnels, technologiques ou économiques innovants et disruptifs, visant à traiter des problématiques existantes ou émergentes de l’industrie des services financiers.
Les sociétés fintech proposent des offres tout au long de la chaîne de création de valeur déjà existante des banques. En conséquence, les fintechs peuvent être classées en fonction de l'offre principale des banques : 1. compte et paiement (paytechs, cryptomonnaie, gestion des finances personnelles), 2. investissement (robo advisor, épargne, trading social, pension fintech), 3. financement (crédit, crowdfunding, affacturage), 4. services et outils (plateformes de comparaison, identification, blockchain, intelligence artificielle), 5. assurance (insurtech), 6. offres autour de l'immobilier (proptech).

## Développement
L'origine des fintech est difficile à situer. Certains considèrent que l'invention de la carte de crédit dans les années 1950 marque le début des technologies financières. Bénéficiant du développement de l'informatique et de la connectivité Internet, les fintech se développent particulièrement dans les années 2010.
Les nouveaux modèles qu'elles proposent sont disruptifs dans la mesure où elles viennent concurrencer les banques et les assureurs traditionnels dans des domaines où ils étaient devenus sous-performants. C'est par exemple le cas du prêt entre particuliers, mais aussi des systèmes de paiement (paiement par mobile, vérification des transactions financières), d’échange de devises (WeSwap, PayTop, Revolut, Ibanfirst) et d'assurance habitation (Lemonade, Luko). En France, ces nouveaux acteurs s'appuient souvent sur les acteurs traditionnels, qui d'ailleurs accompagnent leur développement dans des « incubateurs », tels Le Lab de L’Atelier de BNP Paribas ou Le Village by CA du Crédit agricole, ce qui peut être vu comme un avantage pour ces banques, les fintech étant un laboratoire d’innovation à moindre coût, avec une possibilité de rachat : ainsi BNP Paribas a racheté en 2017 Nickel, et Crédit Mutuel Arkéa est entré au capital de Leetchi et Younited.
L'essor mondial des fintech a lieu à partir de 2012. Les volumes investis deviennent importants, avec des montants levés passant de 2,5 milliards d'euros en 2012 à 12,1 milliards d'euros en 2014, et 20 milliards de dollars en 2015. Les fintech deviennent parfois des sociétés non cotées en Bourse valorisées à plus de 1 milliard de dollars. Cette vague de développement des fintech a eu plus d'effet aux États-Unis qu'en Europe, avec l'apparition de sociétés comme Lending Club, Square, Stripe valorisées à plus d'un milliard de dollars malgré seulement quelques années d'existence,.
D'avril 1992 à avril 2020, plus de 102 milliards de dollars de capital-risque ont été investis dans 8 448 tours de financement dans le monde entier. L'essentiel des investissements en capital-risque dans les startups innovantes de la fintech n'a commencé qu'après la crise des subprimes et a augmenté de manière spectaculaire en 2014 et 2015. De janvier 2017 à avril 2020 plus de 22 milliards de dollars ont été investis dans le domaine des fintech de paiement, plus de 5,7 milliards de dollars dans les fintech de finances personnelles et déjà 1,4 milliard de dollars dans les fintech axées sur l'intelligence artificielle (IA). Les segments fintech ne peuvent pas toujours être séparés clairement et on peut donc supposer qu'il y a des chevauchements entre les données des différents segments. Mais le montant global des fonds collectés montre des tendances systématiques et des différences entre les modèles économiques.
Selon une étude de France FinTech-Crédit mutuel Arkéa de 2019, l'univers des fintech est très masculin : 9 % seulement des fondateurs et 12 % des équipes dirigeantes sont des femmes. Un danger de ce déséquilibre peut être la présence de biais dans les algorithmes développés par des équipes presque uniquement masculines. Le collectif #Sista estime qu'un axe privilégié pour l'équilibre homme/femme est le financement : le collectif affirme que de 2013 à 2017, les neuf principaux fonds d’investissement en France n’ont utilisé que 2,6 % de leur capacité de financement dans des entreprises cofondées par des femmes.
En France, les fintech connaissent une crise de croissance à partir de 2023 : en effet, entre janvier et fin septembre 2023, les fintech françaises ne parviennent à lever que 736 millions d'euros, soit une baisse de 75 % par rapport aux 2,9 milliards d'euros levés sur l'ensemble de l'année 2022. Tendance qui s'est renversée en 2024 avec 1145 entreprises recensées et  "la poursuite du développement de l’activité et de la rentabilité, une reprise significative des levées et du financement et le prolongement de la consolidation du secteur".

## Les technologies
Les entreprises Fintech utilisent différentes technologies, notamment l'intelligence artificielle (IA), le big data, l'automatisation robotisée des processus (RPA) et la blockchain.
Les algorithmes d'IA peuvent fournir des informations sur les habitudes de dépenses des clients, permettant aux institutions financières de mieux comprendre leurs clients. Les chatbots sont un autre outil basé sur l'IA que les banques commencent à utiliser pour aider le service client,,
La RPA (automatisation robotisée des processus) aide à traiter les informations financières telles que les comptes créditeurs et débiteurs plus efficacement que le processus manuel et souvent avec plus de précision.
La blockchain est une technologie émergente dans le domaine financier qui a suscité des investissements importants de la part de nombreuses entreprises. La nature décentralisée de la blockchain peut éliminer le besoin d'un tiers pour exécuter les transactions.

## Secteurs clés
La technologie financière a été utilisée pour automatiser les activités d’assurance, de trading et de gestion des risques,. Les services peuvent provenir d’une collaboration entre divers fournisseurs de services indépendants dont l’un, au moins, doit être une banque ou un assureur agréé. Cette interconnexion a été rendue possible grâce à l’émergence des APIs ouvertes et à l’ouverture du système bancaire (open banking), et elle s'appuie sur des réglementations telles que la Directive européenne sur les services de paiement. Sur les marchés de capitaux, des plateformes de trading électroniques innovantes facilitent les transactions en ligne et en temps réel. Les réseaux sociaux de trading permettent aux investisseurs d'observer le comportement de leurs pairs et des traders experts et de suivre leurs stratégies d'investissement sur les marchés des changes et des capitaux. Les plateformes ne nécessitent peu voire pas de connaissances des marchés financiers et ont été décrites par le Forum économique mondial comme des perturbateurs offrant « une alternative low-cost et sophistiquée aux gestionnaires de fortune traditionnels ».
Les robo-advisors sont une catégorie de conseillers financiers automatisés qui fournissent des conseils financiers ou des prestations de gestion de placements en ligne avec une intervention humaine modérée ou minimale. Ils fournissent des conseils financiers numériques basés sur des calculs mathématiques ou des algorithmes, et peuvent donc constituer une alternative peu coûteuse aux conseillers humains.
Les investissements mondiaux dans les technologies financières ont augmenté de plus de 2 200 %, passant de 930 millions de dollars en 2008 à plus de 22 milliards de dollars en 2015, et cette croissance s'est poursuivie . Au cours des 6 premiers mois de l’année 2018, les investissements dans les fintech ont été exceptionnels, tirés en partie par deux transactions – l’acquisition de WorldPay par Vantiv pour 12,9 milliards de dollars et les 14 milliards de dollars de financement en CR[Quoi ?] levés par Ant Financial. Au premier trimestre 2018, les investissements mondiaux dans les fintech ont déjà dépassé ceux totalisés sur l’année 2017, atteignant 57.9 milliards de dollars pour 875 transactions. Ils sont même sur le point de dépasser le pic atteint en 2015. 
En Europe, 1,5 milliard de dollars ont été investis dans des entreprises de technologie financière en 2014, 539 millions de dollars dans des sociétés basées à Londres, 306 millions de dollars pour celles basées à Amsterdam et 266 millions à Stockholm. En 2018, cette répartition a un peu évolué. Le Royaume-Uni est toujours à la première place avec 16 milliards de dollars investis dans les fintech sur le premier semestre 2018 sur un total de 26 milliards pour l’Europe. Après Londres, Stockholm est la deuxième ville d'Europe en termes de financement reçu sur les 10 dernières années. Le nombre de transactions dans la fintech en Europe a fortement augmenté sur cinq trimestres, passant de 37 au 4e trimestre 2014 à 47 au 1er trimestre 2016,. L’Union Européenne encourage le développement du secteur et l’innovation en adoptant des directives et des règlements (DSP2 et RGPD en 2018) La Lituanie est en train de devenir un pôle nord-européen pour les entreprises de la fintech depuis la sortie de la Grande-Bretagne de l'Union européenne. Selon les statistiques, à fin 2017, la Lituanie comptaient 117 fintech, contre 45 en 2013. Elle aurait accordé 35 nouvelles licences en 2017.
En Asie-Pacifique, un nouveau pôle fintech a vu le jour à Sydney en avril 2015. Selon KPMG, le secteur des services financiers à Sydney a généré 9 % du PIB national en 2017. Il serait plus important que le secteur des services financiers de Hong Kong ou Singapour. Le gouvernement australien entend encourager cette croissance, dans la mesure où il a annoncé l’implémentation effective de l’open banking pour juillet 2019. Il faut toutefois mentionner que les investissements dans le secteur de la fintech ont doublé en 2018 dans la cité-état de Singapour, atteignant 365 millions de dollars ; les fonds investis étaient dirigés vers les solutions de prêts, de paiement et d'assurance.
En outre, un laboratoire d'innovation dans les technologies financières a été créé à Hong Kong en 2015. Cette même année, l'Autorité monétaire de Singapour a lancé une initiative dénommée Fintech & Innovation Group, visant à attirer les jeunes entreprises du monde entier. Elle s'est engagée à dépenser 225 millions de dollars dans le secteur des technologies financières au cours des cinq prochaines années.

## Types de services
Les sociétés spécialisées dans les fintech offrent une variété de services (voir aussi une liste mise à jour en 2024 sur Bpifrance) :
- Néobanques (ou « banque mobile ») : expérience bancaire simplifiée et accessible grâce à des services et outils digitaux
- Logiciels de comptabilité et de gestion : outils pour la gestion financière, la trésorerie et le suivi des dépenses
- Gestionnaires de paie et des retraites : services automatisant la gestion des salaires et des plans de retraite
- Services de gestion de relation client et de fidélisation : solutions pour améliorer la relation client et la fidélité grâce à des outils d’évaluation et de gestion
- Épargne salariale : programmes permettant aux employés d’épargner et d’investir directement via leur salaire.
- Crowdfunding : plateformes de financement participatif soutenant divers projets et entreprises
- Assurances et gestion des sinistres : services couvrant la gestion des polices d’assurance et des cas de sinistre
- Regtech (voir RegTech technician registration (en)) : pour la gestion des risques, incluant la cybersécurité, l’analyse de données, la gestion de fraudes, et l’identification.
- Paytechs : solutions innovantes pour les paiements et les transferts d’argent en France ou à l'international
- Proptech (Property technology (en)) : pour la gestion immobilière
- Gestion de budget : applications pour le suivi des finances personnelles comme les agrégateurs de comptes, les cagnottes et autres plateformes de dons
- Robo-Advisors : conseillers automatisés pour l’aide à l’épargne et l’investissement.
- Epargne participative et plateformes de trading, services d’investissement sur les blockchains (exemple : les crypto-monnaies)

## Principaux acteurs
Voici un aperçu des entreprises Fintech majeures opérant à l'échelle mondiale, classées par types de services :
Financement participatif et cagnottes en ligne :
- Kickstarter (États-Unis)
- GoFundMe (États-Unis)
- KissKissBankBank (France)
- Ulule (France)

Crypto-monnaies (y compris contrats intelligents et blockchain) :
- Coinbase (États-Unis)
- Binance (Malte)
- Ledger (France)

Paiement mobile :
- PayPal (États-Unis)
- Stripe (États-Unis)
- Lydia (France)
- Ibanfirst (Belgique, France)

Banque en ligne (en particulier les néo-banques):
- Nubank[41]
- Revolut (Royaume-Uni)
- Monzo (Royaume-Uni)
- Boursorama Banque (France)

Open banking :
- Plaid (États-Unis)
- Open Bank Project (Allemagne)
- Linxo (France)
- Bankin' (France)

Insurtech :
- Lemonade (États-Unis)
- Oscar Health (États-Unis)
- Alan (France)
- Luko (France)

Proptech :
- Zillow (États-Unis)
- Redfin (États-Unis)
- SeLoger (France)

Regtech :
- ComplyAdvantage (en) (Royaume-Uni)
- Chainalysis (en) (États-Unis)
- Shift Technology (France)

Robo-advisors et technologie d'apprentissage :
- Betterment (États-Unis)
- Wealthfront (États-Unis)
- Yomoni (France)
- Nalo (France)

Finances personnelles et gestion de patrimoine :
- Mint (États-Unis)
- Personal Capital (en) (États-Unis)
- Rosaly (France)[42]
- Climb (France)

Ces entreprises jouent un rôle dans la transformation du paysage financier compte tenu de leurs innovations technologiques dans leur domaine.

## Prix et reconnaissances
Le magazine financier Forbes publie chaque année une liste des plus importants acteurs dans le domaine des technologies financières (voir ref. pour l'édition 2025).
Un rapport publié en février 2016 par EY commandé par le Trésor britannique a comparé sept centres importants de technologie financière. Le rapport a classé en première position la Californie pour le talent et le capital, le Royaume-Uni pour les politiques gouvernementales et New York pour la demande.
En France, le secteur de la fintech a démarré plus lentement mais tend aujourd'hui à rattraper son retard. En 2021, EY répertorie cinq licornes (startup valorisée au-delà d’un milliard d’euros) dans ce secteur : Alan, Ledger, Lydia, Sorare et Swile. En 2022, L'Observatoire de la Fintech dénombre 450 startups en France. L’assurtech qui totalise 1,7 milliard d’euros levés depuis 2016 dépasse ainsi le paiement.
En 2024, Bpifrance a publié un dossier "Qu'est ce que la Fintech ?", qui fait l'inventaire des différents types de service, avec les principales compagnies opérant en France (plus de 1000 compagnies) ; "avec 939 M€ levés en 2023 par les Fintech françaises, l'Hexagone reste le premier marché de l’Union européenne".

## Perspectives
La finance est considérée comme l'une des industries les plus vulnérables aux perturbations causées par les nouvelles technologies de l'information et de la communication parce que les services financiers, tout comme l'édition, sont reposent sur des bits plutôt que des actifs physiques. Bien que l'industrie financière ait été protégée par la réglementation jusqu'à maintenant et qu'elle ait résisté à la bulle Internet sans bouleversements majeurs, une nouvelle vague de startups engrangent les parts de marché des entreprises financières traditionnelles depuis quelques années.
Les fintech doivent faire face à de nouveaux défis, notamment la cybercriminalité en raison de leur dépendance aux technologies numériques et la stabilité financière globale ; par ailleurs, l'évolution de a réglementation peut contraindre leur environnement, au niveau national (cf. création en 2016 de la division « Fintech, innovation et compétitivité » par l’Autorité des marchés financiers) et international (Bank Secrecy Act (en) américain).